# Darque
Darque es una freguesia portuguesa del concelho de Viana do Castelo, con 6,62 km² de superficie y 7.817 habitantes (2011). Su densidad de población es de 1.180,8 hab/km².
Situada en la zona centro-occidental del municipio y limitada al norte por el río Lima y al oeste por el Océano Atlántico, Darque se encuentra documentada desde el año 895 y perteneció entre 1839 y 1852 al municipio de Barcelos. En su territorio se encuentra la frecuentada playa de Cabedelo.